# Santuario-basilica della Madonna del Pettoruto
Il santuario-basilica della Madonna del Pettoruto (da petruto, cioè pietroso) si trova a San Sosti, in Italia, a 543 metri di altitudine. È situato nella gola formata dal fiume Rosa ed il monte Mula.
È meta di pellegrinaggi durante tutto l'arco dell'anno ma soprattutto in settembre quando, nei giorni che vanno dal 1° all'8 settembre, giù a valle, in paese, si svolge la tradizionale millenaria fiera in onore della Madonna.
Ad oggi è l'unico Santuario Mariano al mondo ad essere gemellato con il Santuario Internazionale di Nostra Signora di Fatima.

## Storia
Una leggenda sulla sua origine narra che un tale di nome Nicola Mairo, originario della vicina Altomonte, accusato ingiustamente di omicidio e rifugiatosi sul monte dove sorge oggi il santuario per sfuggire alla cattura, avrebbe avuto una visione mistica ed avrebbe dunque scolpito, durante la sua latitanza, l'immagine della Madonna col Bambino su una roccia tufacea; nel 1449 il Mairo fu scagionato da ogni accusa; nei primi anni del 1600 un pastorello sordomuto scoprì l'immagine scolpita nella roccia mentre cercava tra i boschi una delle sue pecore accidentalmente allontanatasi dal gregge, la Vergine gli ridiede la parola cosicché egli potesse rivelare il luogo a tutti e far costruire un santuario a lei dedicato.
Il santuario fu costruito per volontà del vescovo Felice Greco, vescovo di San Marco Argentano e Bisignano dal 1824 al 1840, successivamente elevato a basilica minore da papa Giovanni Paolo II nel 1979.
Rilevante è inoltre il legame con la Madonna del Pettoruto che hanno i devoti sparsi per il mondo. A San Isidro, in Argentina, esiste una comunità in onore alla Madonna del Pettoruto. Famiglie emigrate da San Sosti e stabilitesi in Argentina hanno continuato a praticarne il culto riproducendo le stesse ricorrenze. Altre comunità che si trovano in Canada e Stati Uniti, hanno portato con sé la fede verso la Madonna e le tradizioni sansostesi.
Una ricorrenza degna di nota è la festa della "Cinta", che affonda le radici nel remoto passato e viene celebrata la prima  domenica di maggio. La leggenda da cui prende spunto questa ricorrenza narra che, in un tempo immemorabile, la popolazione abitante i paesi confinanti con San Sosti venne colpita da tremende catastrofi (terremoti, epidemie di peste, ecc.) e per scampare a questi cataclismi pregò la Madonna del Pettoruto e fece voto; l'oggetto del voto fu una corda imbevuta di cera, che simboleggia il filo con cui la Madonna avrebbe cinto i paesi per proteggerli dalla devastazione.
Come in molti altri santuari d'Europa, ci si rifaceva all'avvenimento del 1008 a Valenciennes.